# AC72
La classe AC72 est une jauge de catamarans de 22 mètres (72,2 pieds) conçue pour la Coupe Louis-Vuitton et la coupe de l'America depuis 2013. 
Ses principales caractériques sont un mât-aile et des foils rétractables, lui permettant de déjauger et d'atteindre ainsi des vitesses supérieures à 45 nœuds. Ces foils à géométrie fixe (sans volets mobiles) mais à calage réglable sont apparus à la suite d'une faille du règlement qui n'interdit pas explicitement la variation de calage du foil complet.

## Liste des catamarans AC72
| Syndicat                  | Chantier       | Lancement       | Nom                  | Notes                                                                                       |
| ------------------------- | -------------- | --------------- | -------------------- | ------------------------------------------------------------------------------------------- |
| Emirates Team New Zealand | Cookson Boats  | 21 juillet 2012 | New Zealand          | 1er bateau. Désarmé.                                                                        |
| Oracle Team USA           | Oracle Racing  | 30 août 2012    | 17                   | 1er bateau. Très endommagé dans un chavirage le 16 octobre 2012. Relancé le 4 février 2013. |
| Luna Rossa Challenge      | Persico Marine | 26 octobre 2012 | Luna Rossa           | Sistership du premier Team New Zealand. Utilisé pendant la coupe Louis-Vuitton 2013.        |
| Artemis Racing            | King Marine    | 3 novembre 2012 | Artemis Racing       | 1er bateau. Détruit lors du chavirage du 9 mai 2013, entraînant la mort d'Andrew Simpson.   |
| Emirates Team New Zealand | Cookson Boats  | 3 février 2013  | New Zealand Aotearoa | 2d bateau. Utilisé pendant la coupe Louis-Vuitton et la coupe de l'America 2013.            |
| Oracle Team USA           | Oracle Racing  | 23 avril 2013   | Oracle Team USA 17   | 2d bateau. Utilisé pendant la coupe de l'America 2013.                                      |
| Artemis Racing            | King Marine    | 22 juillet 2013 | Big Blue             | 2d bateau. Utilisé pendant la coupe Louis-Vuitton 2013.                                     |